# Paul Gauguin (Rose)
Die Rosensorte ‘Paul Gauguin’ (syn. ‘JACdebu’) ist eine dunkelrosarote, hellrosa und cremeweiß gestreifte Edelrose, die 1992 von Jack E. Christensen gezüchtet im gleichen Jahr von Delbard in den europäischen Markt eingeführt wurde.

## Ausbildung
Die buschig, aufrecht wachsende Rose ‘Paul Gauguin’ bildet einen mittelgroßen, kompakten Strauch aus. Die Rosenpflanze wird etwa 90 cm bis maximal 110 cm hoch und 50 bis 60 cm breit.
Die Blüten sind meist in kleinen Dolden angeordnet. 18 bis 25 leicht gebogenen Petalen formen eine locker halbgefüllte, schalenförmige Blüten aus. Die 8 bis 10 cm großen, dunkelrosaroten Blüten besitzen ein Zufallsmuster aus dunkelrostroten, rosafarbenen und cremeweißen Punkten, Sprenkeln und Streifen. Die Blüten der ‘Paul Gauguin’ variieren stark in ihrer Zeichnung. Die intensiven Blütenfarben können an vollsonnigen Standorten zum Verblassen neigen.
Die Rosensorte besitzt mittelgroße, dichte, mittelgrüne, robuste Blätter. Die Rosensorte ‘Paul Gauguin’ zeichnet sich durch einen zarten Duft nach Alten Rosen aus.
Diese kräftig remontierende Teehybride ist winterhart (USDA-Klimazone 6b und wärmer). Die ‘Paul Gauguin’ gedeiht auf durchlässig-humosem Boden an bevorzugt sonnigen Standorten. Die Rosensorte ‘Paul Gauguin’ blüht anhaltend von Mai bis in den späten Herbst und ist resistent gegenüber den meisten Rosenkrankheiten.
Die Rosensorte ‘Paul Gauguin’ eignet sich zur Einzel- und Gruppenbepflanzung von Blumenrabatten und Bauerngärten. Die Rosensorte ‘Paul Gauguin’ wird gelegentlich als Hochstammrose gezüchtet. Sie findet auch vereinzelt in der Floristik als Schnittblume Verwendung.
Die Rosensorte ‘Paul Gauguin’ wird in zahlreichen Rosarien und Gärten der Welt, unter anderem im Auckland Regional Botanic Gardens, im Carla Fineschi Foundation Rose Garden (Toskana) sowie im Cliff's High Desert Garden Archival Dec  gezeigt.

## Namensgebung
Die Rosensorte ‘Paul Gauguin’ wurde zu Ehren des französischen Malers Paul Gauguin, einem der bedeutenden Vertreter des französischen  Postimpressionismus benannt. Sie gehört mit den Rosensorten ‘Alfred Sisley’, ‘Marc Chagall’, ‘Maurice Utrillo’, ‘Camille Pissarro’, ‘Edgar Degas’, ‘Henri Matisse’, ‘Paul Cézanne’ und ‘Claude Monet’ zu den so genannten französischen Malerrosen (Rose des Peintres).